# Aurélia Boulanger
Aurélia Boulanger (* 9. Dezember 1995) ist eine französische Triathletin.

## Werdegang
Aurélia Boulanger wurde im August 2019 französische Staatsmeisterin auf der Mitteldistanz.
Sie belegte 2024 den zweiten Rang in der Jahreswertung des Challenge World Rankings.

## Erfolge im Triathlon
| Datum/Jahr    | Rang | Wettbewerb                                           | Austragungsort               | Zeit     | Bemerkung                             |
| ------------- | ---- | ---------------------------------------------------- | ---------------------------- | -------- | ------------------------------------- |
| 25. Mai 2025  | 7    | Ironman 70.3 Kraichgau                               | Kraichgau                    | 04:28:28 |                                       |
| 5. Apr. 2025  | 1    | Challenge Sir Bani Yas                               | Vereinigte Arabische Emirate |          | Siegerin auf der Langdistanz          |
| 29. Juli 2024 | 1    | Challenge Cagnes-Sur-Mer                             | Cagnes-Sur-Mer               | 04:33:27 | Streckenrekord                        |
| 2. Juni 2024  | 1    | Challenge Salou                                      | Salou                        |          |                                       |
| 12. Mai 2024  | 1    | Challenge Cesenatico                                 | Cesenatico                   |          | Siegerin neben Alessandro Fabian      |
| 18. Sep. 2022 | 2    | Ventouxman                                           | Lapalud                      |          | hinter Jeanne Collonge                |
| 25. Aug. 2019 | 1    | FRA Middle Distance Triathlon National Championships | Villefranche-de-Panat        | 05:01:52 | Staatsmeisterin auf der Mitteldistanz |

(DNF – Did Not Finish)